# Los Vargas, San Luis Potosí
Los Vargas är en ort i Mexiko.   Den ligger i kommunen San Luis Potosí och delstaten San Luis Potosí, i den centrala delen av landet, 400 km nordväst om huvudstaden Mexico City. Los Vargas ligger 1 854 meter över havet och antalet invånare är 194.
Terrängen runt Los Vargas är en högslätt. Runt Los Vargas är det tätbefolkat, med 591 invånare per kvadratkilometer. Närmaste större samhälle är San Luis Potosí, 7,2 km söder om Los Vargas. Runt Los Vargas är det i huvudsak tätbebyggt.